# Fodé Ballo-Touré
Fodé Ballo-Touré (Conflans-Sainte-Honorine, 3 gennaio 1997) è un calciatore francese naturalizzato senegalese di origini maliane, difensore svincolato. Con la nazionale senegalese ha vinto la coppa delle nazioni africane nel Coppa delle nazioni africane 2021.

## Caratteristiche tecniche
Di ruolo terzino sinistro, nelle giovanili del Paris Saint-Germain è stato impiegato come esterno alto sulla medesima fascia. Abile in fase offensiva, predilige la fase difensiva, dispone di buona velocità e dribbling.

## Carriera

### Club

#### PSG, Lilla e Monaco
Cresciuto nel settore giovanile del Paris Saint-Germain, il 1º luglio 2017, scaduto il contratto che lo legava al club della capitale, firma un triennale con il Lilla.
Il 10 gennaio 2019 viene acquistato dal Monaco, con cui si lega fino al 2023.

#### Milan e prestito al Fulham
Il 18 luglio 2021 passa al Milan a titolo definitivo. Il 12 settembre seguente esordisce con i rossoneri in occasione del successo per 2-0 contro la Lazio. Conclude la stagione vincendo il campionato e con 12 presenze complessive. Il 1º ottobre 2022 segna la sua prima rete con la maglia rossonera nella vittoriosa trasferta contro l’Empoli siglando il momentaneo 1-2 negli ultimi minuti; la partita finirà 1-3 per i rossoneri.
Il 2 settembre 2023, dopo avere trovato poco spazio in due stagioni coi rossoneri ed essere stato messo ai margini dall'allenatore Stefano Pioli, viene ceduto in prestito al Fulham. Fa il proprio debutto con i Cottagers il 6 dicembre, nel successo 5-0 contro il Nottingham Forest. La sua esperienza londinese sarà del tutto sotto le aspettative, totalizzando 8 presenze tra campionato e coppe. L'11 giugno 2024 viene comunicato che la compagine londinese non avrebbe esercitato il diritto di riscatto e che il giocatore avrebbe fatto ritorno in rossonero a partire da luglio.
Tornato al Milan, viene escluso dai piani tecnici del club. L'8 luglio 2024, durante la conferenza stampa di presentazione del nuovo tecnico Paulo Fonseca, viene annunciato che il giocatore, assieme al suo compagno Divock Origi, sarebbe stato relegato alla formazione Under-23 in attesa di un'eventuale cessione. Il 21 gennaio 2025 rescinde consensualmente il suo contratto con il club.

#### Le Havre
Il 23 gennaio 2025 firma un contratto con il Le Havre, in massima serie francese.

### Nazionale
Ha giocato nella nazionale francese Under-16.
Nel 2019 viene convocato con la nazionale Under-21 francese per gli Europei di categoria.
Di origini maliane dal lato paterno e senegalesi da parte di madre, nel marzo del 2021 ottiene la sua prima convocazione con la nazionale del secondo Paese, esordendo poi con i Leoni della Teranga il 26 marzo seguente, nella partita di qualificazione alla Coppa d'Africa pareggiata per 0-0 contro il Congo.
Nel novembre del 2022, viene incluso nella rosa senegalese partecipante ai Mondiali di calcio in Qatar.

## Statistiche

### Presenze e reti nei club
Statistiche aggiornate al 17 maggio 2025.
| Stagione                     | Squadra                      | Campionato                   | Campionato | Campionato | Coppe nazionali | Coppe nazionali | Coppe nazionali | Coppe continentali | Coppe continentali | Coppe continentali | Altre coppe | Altre coppe | Altre coppe | Totale | Totale |
| Stagione                     | Squadra                      | Comp                         | Pres       | Reti       | Comp            | Pres            | Reti            | Comp               | Pres               | Reti               | Comp        | Pres        | Reti        | Pres   | Reti   |
| ---------------------------- | ---------------------------- | ---------------------------- | ---------- | ---------- | --------------- | --------------- | --------------- | ------------------ | ------------------ | ------------------ | ----------- | ----------- | ----------- | ------ | ------ |
| 2014-2015                    | Paris Saint-Germain 2        | CFA                          | 17         | 0          | -               | -               | -               | -                  | -                  | -                  | -           | -           | -           | 17     | 0      |
| 2015-2016                    | Paris Saint-Germain 2        | CFA                          | 21         | 0          | -               | -               | -               | -                  | -                  | -                  | -           | -           | -           | 21     | 0      |
| 2016-2017                    | Paris Saint-Germain 2        | CFA                          | 15         | 1          | -               | -               | -               | -                  | -                  | -                  | -           | -           | -           | 15     | 1      |
| Totale Paris Saint-Germain 2 | Totale Paris Saint-Germain 2 | Totale Paris Saint-Germain 2 | 53         | 1          |                 | -               | -               |                    | -                  | -                  |             | -           | -           | 53     | 1      |
| 2017-2018                    | Lilla                        | L1                           | 27         | 0          | CF+CdL          | 1+1             | 0               | -                  | -                  | -                  | -           | -           | -           | 29     | 0      |
| 2018-gen. 2019               | Lilla                        | L1                           | 18         | 0          | CF+CdL          | 0+0             | 0               | -                  | -                  | -                  | -           | -           | -           | 18     | 0      |
| Totale Lilla                 | Totale Lilla                 | Totale Lilla                 | 45         | 0          |                 | 2               | 0               |                    | -                  | -                  |             | -           | -           | 47     | 0      |
| gen.-giu. 2019               | Monaco                       | L1                           | 18         | 0          | CF+CdL          | 1+1             | 0               | UCL                | -                  | -                  | SF          | -           | -           | 20     | 0      |
| 2019-2020                    | Monaco                       | L1                           | 21         | 0          | CF+CdL          | 2+2             | 0               | -                  | -                  | -                  | -           | -           | -           | 25     | 0      |
| 2020-2021                    | Monaco                       | L1                           | 24         | 0          | CF              | 5               | 0               | -                  | -                  | -                  | -           | -           | -           | 29     | 0      |
| Totale Monaco                | Totale Monaco                | Totale Monaco                | 63         | 0          |                 | 11              | 0               |                    | -                  | -                  |             | -           | -           | 74     | 0      |
| 2021-2022                    | Milan                        | A                            | 10         | 0          | CI              | 0               | 0               | UCL                | 2                  | 0                  | -           | -           | -           | 12     | 0      |
| 2022-2023                    | Milan                        | A                            | 10         | 1          | CI              | 0               | 0               | UCL                | 4                  | 0                  | SI          | 0           | 0           | 14     | 1      |
| Totale Milan                 | Totale Milan                 | Totale Milan                 | 20         | 1          |                 | 0               | 0               |                    | 6                  | 0                  |             | 0           | 0           | 26     | 1      |
| 2023-2024                    | Fulham                       | PL                           | 6          | 0          | FACup+CdL       | 0+2             | 0               | -                  | -                  | -                  | -           | -           | -           | 8      | 0      |
| 2024-gen. 2025               | Milan Futuro                 | C                            | 3          | 0          | CI-C            | 0               | 0               | -                  | -                  | -                  | -           | -           | -           | 3      | 0      |
| gen.-giu. 2025               | Le Havre                     | L1                           | 10         | 0          | CF              | -               | -               | -                  | -                  | -                  | -           | -           | -           | 10     | 0      |
| Totale carriera              | Totale carriera              | Totale carriera              | 201        | 2          |                 | 15              | 0               |                    | 6                  | 0                  |             | 0           | 0           | 222    | 2      |

### Cronologia presenze e reti in nazionale
| Cronologia completa delle presenze e delle reti in nazionale ― Senegal | Cronologia completa delle presenze e delle reti in nazionale ― Senegal | Cronologia completa delle presenze e delle reti in nazionale ― Senegal | Cronologia completa delle presenze e delle reti in nazionale ― Senegal | Cronologia completa delle presenze e delle reti in nazionale ― Senegal | Cronologia completa delle presenze e delle reti in nazionale ― Senegal | Cronologia completa delle presenze e delle reti in nazionale ― Senegal | Cronologia completa delle presenze e delle reti in nazionale ― Senegal |
| Data                                                                   | Città                                                                  | In casa                                                                | Risultato                                                              | Ospiti                                                                 | Competizione                                                           | Reti                                                                   | Note                                                                   |
| ---------------------------------------------------------------------- | ---------------------------------------------------------------------- | ---------------------------------------------------------------------- | ---------------------------------------------------------------------- | ---------------------------------------------------------------------- | ---------------------------------------------------------------------- | ---------------------------------------------------------------------- | ---------------------------------------------------------------------- |
| 26-3-2021                                                              | Brazzaville                                                            | Rep. del Congo                                                         | 0 – 0                                                                  | Senegal                                                                | Qual. Coppa d'Africa 2021                                              | -                                                                      | 90+1’                                                                  |
| 30-3-2021                                                              | Dakar                                                                  | Senegal                                                                | 1 – 1                                                                  | eSwatini                                                               | Qual. Coppa d'Africa 2021                                              | -                                                                      |                                                                        |
| 5-6-2021                                                               | Thiès                                                                  | Senegal                                                                | 3 – 1                                                                  | Zambia                                                                 | Amichevole                                                             | -                                                                      | 80’                                                                    |
| 8-6-2021                                                               | Thiès                                                                  | Senegal                                                                | 2 – 0                                                                  | Capo Verde                                                             | Amichevole                                                             | -                                                                      | 82’                                                                    |
| 1-9-2021                                                               | Thiès                                                                  | Senegal                                                                | 2 – 0                                                                  | Togo                                                                   | Qual. Mondiali 2022                                                    | -                                                                      | 88’                                                                    |
| 7-9-2021                                                               | Brazzaville                                                            | Rep. del Congo                                                         | 1 – 3                                                                  | Senegal                                                                | Qual. Mondiali 2022                                                    | -                                                                      | 12’ 61’                                                                |
| 9-10-2021                                                              | Thiès                                                                  | Senegal                                                                | 4 – 1                                                                  | Namibia                                                                | Qual. Mondiali 2022                                                    | -                                                                      | 89’                                                                    |
| 12-10-2021                                                             | Johannesburg                                                           | Namibia                                                                | 1 – 3                                                                  | Senegal                                                                | Qual. Mondiali 2022                                                    | -                                                                      | 69’                                                                    |
| 10-1-2022                                                              | Bafoussam                                                              | Senegal                                                                | 1 – 0                                                                  | Zimbabwe                                                               | Coppa d'Africa 2021 - 1º turno                                         | -                                                                      |                                                                        |
| 18-1-2022                                                              | Bafoussam                                                              | Malawi                                                                 | 0 – 0                                                                  | Senegal                                                                | Coppa d'Africa 2021 - 1º turno                                         | -                                                                      | 85’                                                                    |
| 25-1-2022                                                              | Bafoussam                                                              | Senegal                                                                | 2 – 0                                                                  | Capo Verde                                                             | Coppa d'Africa 2021 - Ottavi di finale                                 | -                                                                      | 82’ 90+5’                                                              |
| 4-6-2022                                                               | Diamniadio                                                             | Senegal                                                                | 3 – 1                                                                  | Benin                                                                  | Qual. Coppa d'Africa 2023                                              | -                                                                      | 77’                                                                    |
| 7-6-2022                                                               | Kigali                                                                 | Ruanda                                                                 | 0 – 1                                                                  | Senegal                                                                | Qual. Coppa d'Africa 2023                                              | -                                                                      | 57’                                                                    |
| 24-9-2022                                                              | Orléans                                                                | Bolivia                                                                | 0 – 2                                                                  | Senegal                                                                | Amichevole                                                             | -                                                                      | 85’                                                                    |
| 4-12-2022                                                              | Al Khor                                                                | Inghilterra                                                            | 3 – 0                                                                  | Senegal                                                                | Mondiali 2022 - Ottavi di finale                                       | -                                                                      | 84’                                                                    |
| 23-1-2024                                                              | Yamoussoukro                                                           | Guinea                                                                 | 0 – 2                                                                  | Senegal                                                                | Coppa d'Africa 2023 - 1º turno                                         | -                                                                      | 88’                                                                    |
| Totale                                                                 |                                                                        | Presenze                                                               | 16                                                                     |                                                                        | Reti                                                                   | 0                                                                      |                                                                        |

| Cronologia completa delle presenze e delle reti in nazionale ― Francia under 21 | Cronologia completa delle presenze e delle reti in nazionale ― Francia under 21 | Cronologia completa delle presenze e delle reti in nazionale ― Francia under 21 | Cronologia completa delle presenze e delle reti in nazionale ― Francia under 21 | Cronologia completa delle presenze e delle reti in nazionale ― Francia under 21 | Cronologia completa delle presenze e delle reti in nazionale ― Francia under 21 | Cronologia completa delle presenze e delle reti in nazionale ― Francia under 21 | Cronologia completa delle presenze e delle reti in nazionale ― Francia under 21 |
| Data                                                                            | Città                                                                           | In casa                                                                         | Risultato                                                                       | Ospiti                                                                          | Competizione                                                                    | Reti                                                                            | Note                                                                            |
| ------------------------------------------------------------------------------- | ------------------------------------------------------------------------------- | ------------------------------------------------------------------------------- | ------------------------------------------------------------------------------- | ------------------------------------------------------------------------------- | ------------------------------------------------------------------------------- | ------------------------------------------------------------------------------- | ------------------------------------------------------------------------------- |
| 12-10-2018                                                                      | Le Petit-Quevilly                                                               | Francia under 21                                                                | 1 – 0                                                                           | Turchia under 21                                                                | Amichevole                                                                      | -                                                                               | 45’                                                                             |
| 15-11-2018                                                                      | Beauvais                                                                        | Francia under 21                                                                | 2 – 2                                                                           | Croazia under 21                                                                | Amichevole                                                                      | -                                                                               | 80’                                                                             |
| 19-11-2018                                                                      | Caen                                                                            | Francia under 21                                                                | 1 – 1                                                                           | Spagna under 21                                                                 | Amichevole                                                                      | -                                                                               |                                                                                 |
| 21-3-2019                                                                       | Essen                                                                           | Germania under 21                                                               | 2 – 2                                                                           | Francia under 21                                                                | Amichevole                                                                      | -                                                                               |                                                                                 |
| 3-6-2019                                                                        | Le Mans                                                                         | Francia under 21                                                                | 3 – 0                                                                           | Belgio under 21                                                                 | Amichevole                                                                      | -                                                                               | 45’                                                                             |
| 11-6-2019                                                                       | Hartberg                                                                        | Austria under 21                                                                | 3 – 1                                                                           | Francia under 21                                                                | Amichevole                                                                      | -                                                                               | 62’                                                                             |
| 18-6-2019                                                                       | Cesena                                                                          | Inghilterra under 21                                                            | 1 – 2                                                                           | Francia under 21                                                                | Europeo Under-21 2019 - 1º turno                                                | -                                                                               |                                                                                 |
| 27-6-2019                                                                       | Reggio Emilia                                                                   | Spagna under 21                                                                 | 4 – 1                                                                           | Francia under 21                                                                | Europeo Under-21 2019 - Semifinale                                              | -                                                                               |                                                                                 |
| Totale                                                                          |                                                                                 | Presenze                                                                        | 8                                                                               |                                                                                 | Reti                                                                            | 0                                                                               |                                                                                 |

## Palmarès

### Club
- Campionato italiano: 1

Milan: 2021-2022

### Nazionale
- Coppa d'Africa: 1

Camerun 2021